# Яровий Максим Володимирович
Яровий Максим Володимирович (нар. 3 жовтня 1989, село Ковалівка, Миколаївський район, Миколаївська область) — український біатлоніст, лижник. Майстер спорту України.
Дворазовий срібний та бронзовий призер зимових Паралімпійських ігор 2014 у Сочі, Росія.
Чемпіон зимових Паралімпійських ігор 2018 у Пхьончхані, Південна Корея, де також став бронзовим призером.

## Біографія
Максим Яровий народився 3 жовтня 1989 року в селі Ковалівка, Миколаївського району, Миколаївської області. 
Наступного року переїхав з родиною до села Трихати того ж району. 
Інвалідність отримав у віці 15 років у результаті нещасного випадку — впав з містка на насипу — з 8-метрової висоти, пошкодивши хребет. Хлопець переніс дві складні операції і довгий час не міг навіть сидіти. Має інвалідність 1-ї групи. 
Спортом займається із 21 року в Миколаївському регіональному центрі фізкультури і спорту інвалідів «Інваспорт». Спочатку займався плаванням в плавальний басейн «Водолій», тренувався у Миколи Семеновича Ільїна, але потім миколаївський спортсмен Олександр Васютинський, що сам брав участь у трьох зимових Паралімпійських іграх, переконав Максима зайнятись лижними перегонами і сам почав його тренувати. Майстер спорту України із зимових видів спорту інвалідів.
Максим Яровий дебютував бронзовою медаллю у довгому біатлоні у Вуокатті (Фінляндія).
На змаганнях у м. Вуокатті (Фінляндія) у січні 2014 року зайняв 1-е місце з лижних перегонів (коротка дистанція) та 2-е з лижних перегонів (середня дистанція). На зимовій Паралімпіаді у Сочі отримав срібну медаль у біатлоні на дистанції 7,5 км сидячи, срібну медаль у лижних перегонів на дистанції 10 км сидячи і бронзову медаль у лижному спринті на дистанції 1 км сидячи.
На зимовій Паралімпіаді 2018 у лижних перегонах посів перше місце на дистанції 15 км сидячи та третє місце  на дистанції 7,5 км сидячи
Випускник Миколаївського міжрегіонального інституту розвитку людини Університету «Україна».

## Медалі зимових Паралімпійських ігор

### Зимові Паралімпійські ігри 2014(Сочі,Росія)
| Місце          | Дисципліна                        |
| -------------- | --------------------------------- |
| Біатлон        |                                   |
| Срібло         | 7,5 км, сидячи                    |
| Лижні перегони |                                   |
| Срібло         | індивідуальна гонка 10 км, сидячи |
| Бронза         | спринт, 1 км, сидячи              |

### Зимові Паралімпійські ігри 2018(Пхьончхан,Південна Корея)
| Місце          | Дисципліна                    |
| -------------- | ----------------------------- |
| Лижні перегони |                               |
| Золото         | Лижні перегони 15 км, сидячи  |
| Бронза         | Лижні перегони 7,5 км, сидячи |

## Вшанування
- У 2013 році Максима визнано лауреатом обласного конкурсу «Майбутнє Миколаївщини» в номінації за спортивні досягнення.
- У 2014 році отримав звання «Почесний громадянин Миколаївського району».